# フルーツ5姉妹
「フルーツ5姉妹」（フルーツごしまい）は、2016年10月 - 11月に、NHKの音楽番組『みんなのうた』で放送された楽曲。作詞・作曲：岡田実音、編曲：高島智明、歌：ももいろクローバーZ。

## 概要
作詞・作曲を手掛けた岡田実音は「フルーツには不思議な形や味があり、生まれ持った個性があります。色には喜怒哀楽を感じさせる多様なイメージがあります。この2つを組み合わせて曲を作りました。親しみのある5つのフルーツ。綺麗な色で健康にも良いとされるさまざまなフルーツで、ワクワク＆ハッピーな気持ちになってください。アニメーションの中で躍動するフルーツ5姉妹の振り付けにもご期待ください」とコメントしている。
アニメーションを手掛けた助川勇太は、裏テーマとして元メンバーの早見あかりを意識してブルーベリー（青）を一部シーンに登場させている事を自身のツイッターで語っている。
NHK出版より2017年5月24日に本楽曲を題材にしたキャラクターブック『NHKみんなのうた フルーツ5姉妹feat.ももいろクローバーZ キャラクターBOOK』が発売された。また、同年にキングレコードより「ももくろちゃんZ」名義で発売したアルバム『ぐーちょきぱーてぃー 〜みんなノリノリー!〜』にも本曲が収録されている。

## キャラクター
- 長女・イチゴ（■赤）：百田夏菜子
- 次女・バナナ（■黄色）：玉井詩織
- 三女・モモ（■ピンク）：佐々木彩夏
- 四女・メロン（■緑）：有安杏果
- 五女・ブドウ（■紫）：高城れに
- 六女・ブルーベリー（■青）: 早見あかり